# Asuka Yuki
Cette page contient des caractères spéciaux ou non latins. S’ils s’affichent mal (▯, ?, etc.), consultez la page d’aide Unicode.
 Asuka Yuki est une actrice japonaise de films pornographiques prolifique qui a fait la manchette des journaux internationaux en 2006 lors de son arrestation pour « tenue indécente ».

## Biographie et carrière
Asuka Yūki (結城明日香, Yūki Asuka), de son nom patronymique Arisa Shimizu (清水あり紗, Shimizu Arisa), est née à Tōkyō, Japon, . Elle interprète sa première vidéo sous son nom de scène en 2005. Elle est l'actrice de près de 100 films pornographiques l'année même de ses débuts.
Yūki paraît dans Apartment Wife: Afternoon Prostitute Wives (団地妻 昼下がりの淫ら妻たち), une production des studios Mascot parue en avril 2006 et dont le titre n'est pas sans rappeler la série des 21 films Apartment Wife avec laquelle les studios Nikkatsu ont débuté leurs films Roman porno en 1971.
Yuki fait la manchette des journaux internationaux lorsqu'elle est arrêtée pour atteinte à la pudeur par deux agents de la force publique alors qu'elle est filmée déambulant  entièrement nue dans les rues du centre de Yokohama  le 12 juillet 2006 après-midi. Shinsuke Inoue (井上慎介), le directeur de la compagnie réalisatrice du film, est également arrêté sous le même chef d'inculpation. La police déclare qu'il se promenait  nu dans le quartier chinois de Yokohama, . Lors de l'audience du 31 octobre 2006, Inoue explique que leurs actions étaient une sorte de caméra cachée pornographique. Ils se sont vus infliger une peine de prison de 5 mois avec sursis.